# Вампири: Наследство
„Вампири: Наследство“ (на английски: Legacies) е американски сериал, който дебютира на 25 октомври 2018 г. по The CW. Сериалът е спиноф на Древните и Дневниците на вампира. Даниел Роуз Ръсел играе ролята на 17-годишната Хоуп Майкълсън, като продължава ролята, която играе в петия и последен сезон на „Древните“. Мат Дейвис също участва в поредицата, с ролята си на Аларик Салцман от „Дневниците на вампира“.
На 31 януари 2019 г. The CW подновява сериала за втори сезон,който беше премиерно представен на 10 октомври 2019 г. През януари 2020 г. CW поднови сериала за трети сезон.

## Сюжет
Вампири: Наследство, две години след събитията на Древните, следва Хоуп Майкълсън дъщеря на Клаус Майкълсън и Хейли Маршал. Хоуп, която произхожда от някои от най-мощните вампири, върколаци и вещици, и близнаците Салцман, Лизи и Джоузи, посещават Училището Салваторе за млади и надарени. Училището предоставя убежище, където свръхестествените същества могат да се научат да контролират своите способности и импулси.

## Актьорски състав и герои

### Главни
- Даниел Роуз Ръсел в ролята на Хоуп Майкълсън: тийнейджър сирак и ученичка в училището Салваторе за млади и надарени, която произхожда от някои от най-мощните вампири, върколаци и вещици по кръвни линии чрез родителите си Клаус Майкълсън и Хейли Маршал. Героинята е представена за първи път в Древните.
- Ария Шаххасеми в ролята на Ландън Кърби: приемният брат на Рафаел и стар познат на Хоуп, който в крайна сметка става неин приятел и съученикт в училището Салваторе. Първоначално смятан за човек, след това той е заподозрян, че е свръхестествено същество, а по-късно е разкрито, че е феникс. Героят е представен за първи път в Древните.
- Кейли Брайънт в ролята на Джоузи Салцман: вещица и ученичка в училището Салваторе. Тя е дъщерята на Аларик, близначка на Лизи, и е кръстена на биологичната си майка Джозет „Джо“ Лафлин от могъщото сборище на Джемини. Джоузи е благосклонна към сестра си Лизи и няма самочувствие. Героинята е представена за първи път в Дневниците на вампира.
- Джени Бойд в ролята на Лизи Салцман: вещица и ученичка в училището Салваторе. Тя е дъщерята на Аларик, близначката на Джоузи, и е кръстена на Елизабет Форбс, покойната майка на сурогатната майка на близнаците, Керълайн Салваторе. Лизи е нарцистична и е склонна към емоционални сривове. Героинята е представена за първи път в Дневниците на вампира.
- Куинси Фоус в ролята на Милтън „Ем Джи“ Гризли: добродушен вампир, който работи като студентски помощник на Аларик и е приятел с близнаците Салцман.
- Пейтън Алекс Смит в ролята на Рафаел Уайт (сезони 1 – 3): наскоро задействан върколак и приемен брат на Ландън. След като преживява насилствено детство в приемната система, той става ученик в училището Салваторе.
- Мат Дейвис в ролята на Аларик Салцман: бащата на Джоузи и Лизи и човешкият директор на училището Салваторе. Дейвис описа ролята на Аларик в сериала като „някъде между професор Х и Дъмбълдор“. Героят е представен за първи път в Дневниците на вампира.

## Списък с епизоди
| Сезон | Сезон | Епизоди | Излъчване           | Излъчване       |
| Сезон | Сезон | Епизоди | Премиера            | Финал           |
| ----- | ----- | ------- | ------------------- | --------------- |
|       | 1     | 16      | 25 октомври 2018 г. | 28 март 2019 г. |
|       | 2     | 16      | 10 октомври 2019 г. | 26 март 2020 г. |
|       | 3     | 16      | 21 януари 2021 г.   | 24 юни 2021 г.  |
|       | 4     | 20      | 14 октомври 2021 г. | 26 май 2022 г.  |